# الغالبون (مسلسل)
الغالبون مسلسل لبناني جزء منه مبني على أحداث واقعية حدثت في لبنان أيام الحرب الأهلية اللبنانية والإحتلال الإسرائيلي، مستوحى من البيئة الشعبية والجهادية للمقاومة في ولادتها وبداياتها المثقلة بالتعب والمعاناة، كردة فعل على الاحتلال الإسرائيلي عام 1982، وكفاح وصمود أهل الجنوب اللبناني ضد جيش الاحتلال الإسرائيلي وإبعاد الجيش الإسرائيلي إلى الشريط الحدودي المحتل عام 1992. 
عُرض الجزء الأول في 1 أغسطس 2011 والثاني في 20 يوليو 2012، ينقسم المسلسل إلى جزئين الجزء الأول من 35 حلقة والجزء الثاني من 41 حلقة.

## طاقم التمثيل
- بيار داغر
- ألان زغبي.
- عبد المجيد مجذوب.
- بولين حداد
- دارين حمزة
- طوني عيسى
- يوسف حداد
- عمار شلق
- أحمد الزين
- سميرة بارودي.
- جيسي عبدو
- خالد السيد
- عدي رعد
- علي طحان
- علي شقير
- أحمد أبو علي
- إسماعيل نعنوع - أبو ماهر
- رانيا مروة
- جمال حمدان
- سهير ناصر الدين
- حسن المصري - إبراهيم
- سعد حمدان
- علي سعد
- حسن حمدان
- باتريك مبارك
- منى كريم - أم إبراهيم
- علي فقيه[2]

### الجزء الثاني
- ميشال غانم
- آن ماري سلامة
- ربى الشريف
- ندى أبو فرحات
- ميشيل أصباشي
- فادية عبود
- ليليان نمري
- حسني بدر الدين
- بولين حداد
- ليلى قمري
- عماد فغالي
- منى كريم
- حسن فرحات
- يوسف حداد
- بديع أبو شقرا
- سهير ناصر الدين
- نيللي معتوق
- عصام بريدي
- نادين ويلسون نجيم
- باسم مغنية
- فيفيان أنطونيوس
- أحمد الزين
- مجدي مشموشي
- مازن معظم
- طوني عيسى
- بيار داغر
- إلسا زغيب
- عدي رعد
- حسن حمدان
- سعد حمدان
- علي سعد
- وفاء شرارة
- فادي الرفاعي
- زينة شرف الدين
- مهدي زعيتر[2]